# Trigoniulus tamicus
Trigoniulus tamicus är en mångfotingart som beskrevs av Carl Graf Attems 1914. Trigoniulus tamicus ingår i släktet Trigoniulus och familjen Trigoniulidae. Inga underarter finns listade i Catalogue of Life.